# 一領具足
一領具足（いちりょうぐそく）は、戦国時代の土佐国の戦国大名の長宗我部氏が兵農分離前の武装農民や地侍を対象に編成・運用した半農半兵の兵士および組織の呼称。『土佐物語』では「死生知らずの野武士なり」と書かれている。

## 概要
一領具足は、平時には田畑を耕し、農民として生活をしているが、領主からの動員がかかると、一領（ひとそろい）の具足（武器・鎧）を携えて、直ちに召集に応じることを期待されていた。突然の召集に素早く応じられるように、農作業をしている時も、常に槍と鎧を田畑の傍らに置いていたため、一領具足と呼称された。また正規の武士であれば予備を含めて二領の具足を持っているが、半農半兵の彼らは予備が無く一領しか具足を持っていないので、こう呼ばれていたとも言う。このような半農半兵の兵士であるから、一領具足は通常の武士が行うべき仕事は免除されていた。
農作業に従事しているために、身体壮健なものが多く、また集団行動の適性も高かったため、兵士として高い水準にあったと考えられる。ただし、その半農半兵という性質上、農繁期の動員は困難であり、長期にわたる戦役には耐えられなかったと推測される。兵農分離によって農繁期でも大規模な軍事行動を起こせるようになった織田氏などの勢力とは、全く逆の方向に進化した軍事制度といえる。

## 歴史
一領具足を考案したのは長宗我部国親である（家臣の吉田孝頼という説もある）。もっとも積極的かつ効率的に一領具足を運用したのは、国親の子の長宗我部元親である。元親は精強な一領具足を率いて四国統一を果たしたが、豊臣秀吉による四国征伐によって領地は大幅に削減され土佐一国のみとなる。さらにその後の関ヶ原の戦いでは、家督を継承していた元親の四男の長宗我部盛親が西軍に与したため、戦後、所領は没収され改易となった。
長宗我部家の後継として土佐を与えられたのは山内一豊だったが、長宗我部家の遺臣団は新領主の登場を必ずしも歓迎しなかった。竹内惣右衛門を中心とする一領具足は、浦戸城の引渡しを拒否し、盛親に旧領の一部（土佐半国という）を与えることを要求した（浦戸一揆）。山内一豊は弟の山内康豊を鎮圧に派遣。遺臣団側は浦戸城に籠城して抵抗したが、城内の裏切りによって開城・降伏した。273人の一領具足が斬首され、その首は塩漬けにされて大坂の井伊直政のもとへ送られたという。
その後も高石左馬助を中心とする滝山一揆など、一領具足による反乱が起こったが、山内家はこれを鎮圧し、やがて一領具足を中心とした長宗我部遺臣団を、藩士（上士）以下の身分である郷士として取り込んだ。山内家は懐柔策として名家だった者の一部を上士として取り立てたり、のちに郷士の一部を上士扱いの白札とするという弾力的な制度も取った。

## 一領具足の装備（長宗我部軍軍装）
- 古頭形鉢兜
- 笠じごろ
- 鎧下着
- 脇差
- 腰紐
- 股引

## 参考
- 山本大「長宗我部政権の変質と一領具足」『日本歴史』117号、1958年。
- 山本大「一領具足と走り者」『歴史手帳』11巻7号、1983年
- 平井上総「一領具足考」『花園史学』36号、2015年